# Nova (Frankie Raye)
Para otros personajes de cómics llamados Nova, consulte Nova (cómic).
Nova (Frankie Raye) es un personaje ficticio que aparece en los cómics estadounidenses publicados por Marvel Comics.
Frankie Raye fue interpretada por Beau Garrett en la película de 2007, Los 4 Fantásticos y Silver Surfer.

## Historial de publicaciones
El personaje apareció por primera vez como Frankie Raye en Fantastic Four # 164 (noviembre de 1975) y fue creado por el escritor Roy Thomas y el artista George Pérez. Después de varios años como personaje secundario secundario, se convirtió en heralda de Galactus y asumió el nombre de "Nova" en Fantastic Four # 244 (julio de 1982) de John Byrne. El personaje fue asesinado en Silver Surfer # 75 (diciembre de 1992). La escritora Kathryn Immonen y la artista Tonči Zonjić revivieron a Frankie Raye en la serie limitada Heralds en 2010.

## Biografía del personaje ficticio
Frankie Raye trabajó para las Naciones Unidas como intérprete. Ella conoció a Johnny Storm y se convirtió en su novia, a pesar de su miedo al fuego. La pareja pronto se separó, a pesar de un intento de reconciliación por parte de Johnny. Un breve encuentro entre los dos algún tiempo después resulta en una reacción desagradable de Frankie. Eventualmente comienzan a verse de nuevo. Su miedo fue finalmente explicado como el resultado de un bloqueo mental inducido por su padrastro, Phineas Horton, después de que accidentalmente fue rociada con los químicos que causaron el androide Antorcha Humana original (su creación) para estallar en llamas, en un intento de evitar que ella use los poderes tipo Antorcha que le otorgó el accidente.
Después de romper el bloque, recuperó toda su memoria y descubrió sus poderes sobrehumanos previamente reprimidos. Ella ayudó a los Cuatro Fantásticos por un corto tiempo, hasta que se ofreció como voluntaria para convertirse en el nuevo heraldo de Galactus. Ella tomó el nombre de "Nova". Habiendo demostrado previamente lo que los Cuatro Fantásticos consideraban una disposición alarmante para matar oponentes, afirmó no tener reparos en llevarlo a planetas poblados inteligentes y lo demostró cuando llevó al Devorador de Mundos al mundo natal de Skrull para consumirlo. Nova más tarde asistió al juicio de Reed Richards por el Imperio Shi'ar. Cuando Richard Rider retomó su identidad Nova junto a los Nuevos Guerreros, fue llamado brevemente "Kid Nova" para distinguirlo de Raye.
Nova fue rescatada más tarde del encarcelamiento de Skrull por Silver Surfer, a quien conoció por primera vez. Luego luchó contra los Primigenios del Universo. Galactus la envió a localizar a uno de los Ancianos, el Contemplador, y se unió a esta búsqueda por el Silver Surfer. Viajaron a la Nebulosa Saco de Carbón donde fueron capturados por el Capitán Reptyl. Después de luchar contra el Capitán Reptyl, Nova luchó contra Ronan el Acusador. Esto fue seguido por un choque con un duplicado Skrull del Silver Surfer y un coqueteo romántico con el verdadero Silver Surfer. Nova y Galactus lucharon contra el In-Betweener. Nova luego dirigió sus intereses románticos hacia Firelord.
Nova más tarde se encontró con un herido Elan. Ella luchó contra el segundo Star-Stalker, y luego se encontró con los Power Pack. Un dispositivo estimulador la convirtió temporalmente en malvada, hasta que fue sometida por Reed y Franklin Richards, y Power Pack.
Frankie Raye finalmente fue asesinada por el alienígena Morg, quien la había reemplazado como el heraldo de Galactus. El demonio Mephisto más tarde hizo que pareciera que ella había regresado de entre los muertos en un intento fallido de robar el alma del Silver Surfer.
En la miniserie semanal Heralds, aparece un personaje parecido a Frankie Raye. Se llama Frances Hyatt y es camarera en Stu's Diner en Nevada. Una noche, mientras trabajaba, una extraña explosión proveniente del espacio crea una situación caótica cuando se destruye una instalación de S.W.O.R.D., y el cielo en la Tierra se llena con un destello que parece entrar en Frances. Cuando los clientes acudieron en su ayuda, ella arremetió, apuñalando a un cliente. Ella salió corriendo y comenzó a conducir, solo para chocar y se encontró con un hombre al que llamó 'padre'. Este hombre era el profesor Horton, muerto hace mucho tiempo, que resultó ser un clon escapado de las instalaciones de S.W.O.R.D.. Al escucharlo llamarla 'Frakie', Frances estalló en llamas causando una explosión masiva que mata al clon del padre de Frankie".
Frances se despertó en una zanja, tratando de reunir la fuerza para levantarse. Fue encontrada por las superhéroes femeninas Emma Frost, Gata Infernal, Monica Rambeau, She-Hulk y Valquiria que intentaban llegar al fondo del misterio. Frances fue con ellos al Edificio Baxter, hogar de los Cuatro Fantásticos, con la esperanza de obtener algunas respuestas. Se sorprendieron por el parecido de Frances con su vieja amiga Frankie Raye, quien se convertiría en Nova: Heraldo de Galactus. Aunque Nova llevaba mucho tiempo muerta, de alguna manera S.W.O.R.D. tenía una entidad similar capturada y Frances parecía ser casi la misma chica que una vez lo acogió. Cuando los clones escaparon de la instalación de S.W.O.R.D. en Nevada, también lo hizo la entidad Nova y se unió a Johnny Storm mientras buscaba a Frankie.
La entidad Nova escapó de Johnny, pero cuando no pudo tomar a Frances, huyó colocando una trampa en el antiguo departamento de Frankie Raye. Después de contar la historia de Silver Surfer, quien en algún momento se acercó a una Frances de 14 años y colocó una parte de la esencia de Frankie Raye en ella con la esperanza de reunirla más tarde con la esencia Nova, Frances fue al departamento de Frankie para intento de despertar más de los recuerdos de Frankie. Allí, la entidad Nova secuestró a Valeria Richards, hija de Mister Fantástico y la Mujer Invisible, en cambio. Frances acompañó al equipo al espacio donde descubrieron a Valeria y la entidad Nova en el corazón de una estrella. La entidad Nova envolvió a Valeria en una sustancia extraña. Esa sustancia resultó ser el traje que el profesor Horton había hecho para que Frankie Raye suprimiera sus poderes hace mucho tiempo, de alguna manera animada por el Poder Cósmico convirtiéndose en la "entidad Nova".
Emma Frost sintió que tanto las mentes de las entidades Valeria como las Nova estaban activas en este capullo. La Mujer Invisible y She-Hulk lograron sacar a Valeria del traje de vida mientras Frances miraba con horror. Cuando la demanda intentó vincularse con la Mujer Invisible, habló con Frances. Le dijo que los salvara, que fuera valiente. Frances sabía lo que tenía que hacer, saltando en el camino para unirse con el ser, tal como Silver Surfer le había dicho que sucedería. Mientras se unía con el traje, recordó las palabras de Hellcat y Silver Surfer, alegando que no era tan fuerte como decían que era. Se desconoce qué sucedió exactamente después de que ella se convirtió en 'Supernova', pero dejó el equipo abruptamente y regresó a la Tierra. Aunque Frances no había cambiado por dentro, ahora estaba confundida y poseía un gran poder. Regresó al restaurante donde trabajaba, sin saber lo que estaba buscando. Después de una conversación con la nueva camarera, Frances se fue volando tratando de descubrir qué quería con su nueva vida.
Sin embargo, se dejó ambiguo si Frances Hyatt era en realidad una persona separada que fue elegida aleatoriamente por Silver Surfer para ser la que se vinculó con la esencia y los poderes restantes de la asesinada Frankie o, más bien, en realidad era un clon de Frankie Raye. No obstante Frances como Nova fue más tarde reclutados por los Defensores sin Miedo a luchar contra las Doncellas de Doom.
Más tarde, Thor convocó a Nova junto con otros antiguos Heraldos de Galactus a Asgard después de que el accidente del Devorador de mundos aterrizó allí después de su enfrentamiento con el Invierno Negro.

## Poderes y habilidades
Originalmente, Nova obtuvo sus poderes sobrehumanos como resultado de una reacción mutagénica a una exposición a productos químicos desconocidos. Originalmente, tenía poderes similares a los de la Antorcha Humana: generación de llamas, proyección y vuelo.
Más tarde, sus poderes fueron potenciados exponencialmente por la infusión de energías cósmicas por el devorador mundial Galactus. Ella ganó fuerza metahumana, resistencia, durabilidad, agilidad y reflejos. Tenía la capacidad de manipular la energía cósmica en forma de fuego estelar, y eso le permitió proyectar cualquier forma de energía que posea una estrella, incluyendo calor, luz, gravedad, ondas de radio y partículas cargadas. También tenía la capacidad de proyectar corrientes de fuego estelar a distancias de cientos de millas y controlar mentalmente la llama que proyecta (por ejemplo, para mantener un anillo sostenido alrededor de una persona u objeto a una distancia fija). También tiene la capacidad de volar a velocidades superluminales a través del espacio intergaláctico y el hiperespacio transversal. Finalmente, ella poseía una invulnerabilidad física casi total, como era evidente cuando una vez fue golpeada por Phoenix III con tal fuerza que la lanzó desde la Tierra y la estrelló contra la superficie de la luna, formando un cráter de impacto en el proceso. Más tarde expresó asombro de que ella fue capaz de sobrevivir incluso a un golpe así, y mucho menos resistirlo completamente ileso. Todo el cuerpo de Nova, particularmente su cabeza, está lleno de energía cósmica que se asemeja a las llamas.
Frankie Raye hablaba más de un idioma además del inglés.

## Otras versiones
Una versión alternativa del universo de Hércules encontró a Nova en el siglo 24 en la primera serie limitada de Hércules del escritor / artista Bob Layton.
El escritor y dibujante John Byrne y el entusiasta Terry Austin produjeron una historia serializada titulada "The Last Galactus Story", que apareció en la revista de cómics de antología Epic Illustrated # 26-34 (octubre de 1984 - febrero de 1986), y detallada Una aventura completamente nueva para el personaje. La revista publicó las primeras nueve entregas en serie de lo que iba a ser un cuento de 10 partes. Cada uno tenía seis páginas, con la excepción de la parte ocho, que tenía 12 páginas. La revista fue cancelada a partir de febrero de 1986, dejando el último capítulo inédito y la historia sin terminar. Según las notas en el sitio web de Byrne, la conclusión de la historia vería a un Galactus moribundo liberando su poder causando un nuevo Big Bang y transformando a su heraldo Nova en el Galactus para el nuevo universo.
Durante la pelea de los Cuatro Fantásticos con Abraxas, se aliaron brevemente con una versión alternativa de Nova. Se reveló al concluir que en realidad estaba aliada con Abraxas después de que su Galactus destruyera la Tierra incluso después de aceptarla como su heraldo. Nova transfirió su ira por su fracaso a los Cuatro Fantásticos del universo Tierra-616 en ausencia de la suya. Posteriormente, Abraxas atrajo a un ejército de Novas que había experimentado traumas similares para mantener ocupados a los Cuatro Fantásticos mientras adquiría el Nulificador Supremo, el ejército resultante de Novas requirió que los Cuatro Fantásticos convocaran la ayuda de un ejército de Vengadores alternativos solo para mantener a los Novas ocupados.

## En otros medios

### Televisión
- Nova aparece en el episodio Los Cuatro Fantásticos, "When Calls Galactus", con la voz de Leeza Miller McGee.[38]Obtiene sus poderes cuando es rociada accidentalmente con los químicos que le dieron sus poderes al androide Antorcha Humana. Ella se transforma en su forma de heraldo cuando se une a Galactus, después de darle suficiente poder para sobrevivir a los efectos del planeta envenenado que había consumido antes sin la necesidad de devorar la Tierra.[39]
- Nova aparece en la serie de televisión Silver Surfer, con la voz de Tara Rosling.[40]En esta versión, ella es una mutante con poderes clarividentes. Galactus le otorga sus poderes de heraldo cuando la elige como su heraldo en lugar del Silver Surfer. Ella también menciona que su nombre es Frankie Raye.[41]
- Frankie Raye aparece en el episodio de Fantastic Four: World's Greatest Heroes, "Zoned Out",[42] con la voz de Tabitha St. Germain.[43]Como la cita de Johnny, la lleva al Edificio Baxter y al laboratorio de Reed Richards. Afirma que el laboratorio es suyo, cuando miente para impresionarla al afirmar que él mismo es un científico. Frankie activa inadvertidamente el guantelete de la Zona Negativa de Reed y lo confunde con un juguete, atrayéndose hacia la Zona, aunque Johnny finalmente la salva.

### Película
- Frankie Raye aparece en el largometraje, Los 4 Fantásticos y Silver Surfer, interpretada por Beau Garrett.[44] En esta versión, ella es una capitana del Ejército de los Estados Unidos y el interés amoroso de Johnny. Frankie y el General Hager buscan a Reed Richards desde el edificio Baxter hasta su despedida de soltero en un club nocturno, sobre los "ataques" del Silver Surfer, lo que lo obliga a encontrar una manera de detener al surfista humanoide. Cuando el Surfer es capturado, gracias a un acuerdo que el Ejército había hecho con Victor Von Doom, Frankie también encarcela a los Cuatro Fantásticos, pero cuando Doom roba los poderes del Surfer y se libera, ella ayuda a los héroes a escapar para seguirlo y detenerlo. Más tarde se la ve en la boda de Sue Storm y Reed Richards, tratando de atrapar el ramo. Justo un momento antes de que logre tomarlo, Johnny lo quema en el aire, queriendo "evitar riesgos".

### Juguetes
- Un Nova Minimate aparece en el juego de cajas exclusivo de Heralds of Galactus de Toys "R" Us.[45]
- En 2021, Hasbro lanzó una figura de acción de Frankie Raye / Nova como parte de la línea de figuras de acción Marvel Legends.[46]